# Richard Corts
Richard Corts (Alemania, 16 de julio de 1905-7 de agosto de 1974) fue un atleta alemán, especialista en la prueba de 4 x 100 m en la que llegó a ser subcampeón olímpico en 1928.

## Carrera deportiva
En los JJ. OO. de Ámsterdam 1928 ganó la medalla de plata en los relevos 4 x 100 metros, con un tiempo de 41.2 segundos, llegando a meta tras Estados Unidos (oro con 41.0 segundos que fue récord del mundo) y por delante de Reino Unido (bronce), siendo sus compañeros de equipo: Georg Lammers, Hubert Houben y Helmut Körnig.